# Stanisław Wyspiański

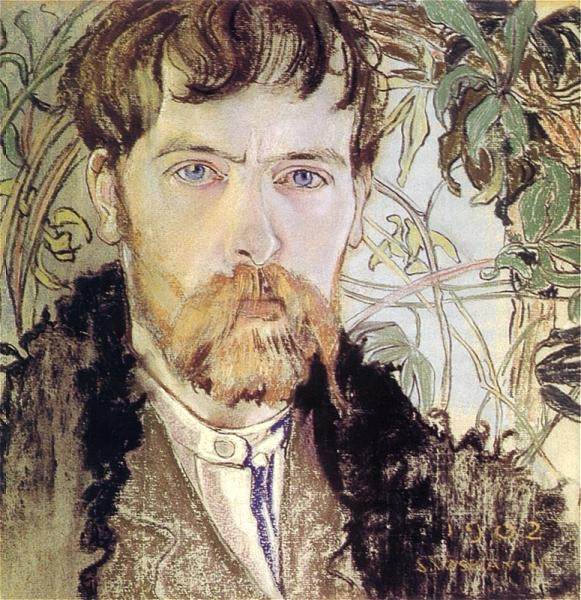
Stanisław Wyspiański (självporträtt från 1902).

Stanisław Mateusz Ignacy Wyspiański, född 15 januari 1869 i Kraków, död 28 november 1907 i samma stad, var en polsk dramatiker, poet, målare och arkitekt; han var också en skicklig möbelsnickare från Kraków. Wyspiański var en av de mest enastående och mångsidiga konstnärerna på sin tid i Europa.

## Galleri

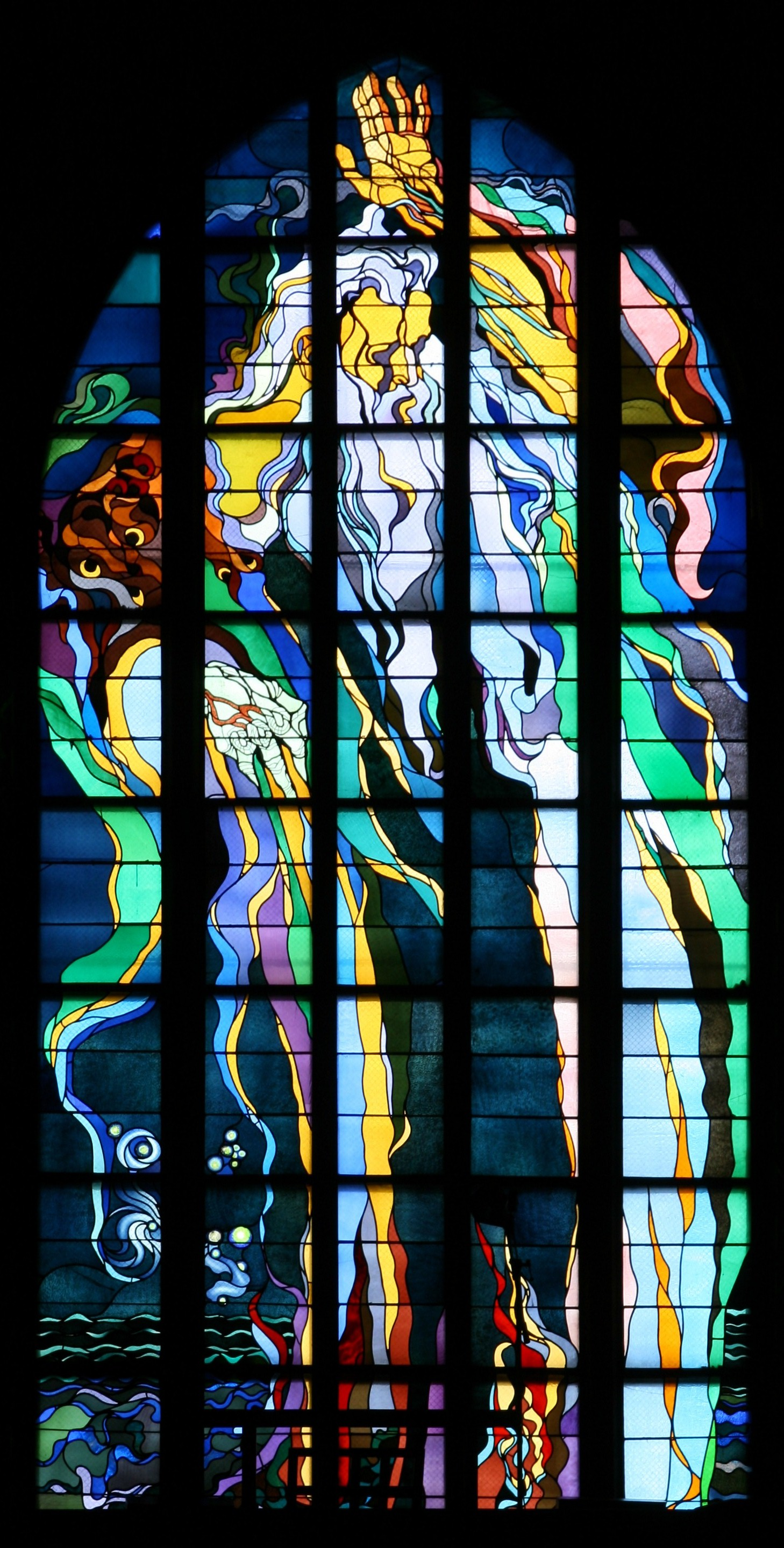
Glasmålning i St Franciskus-kyrkan i Kraków.
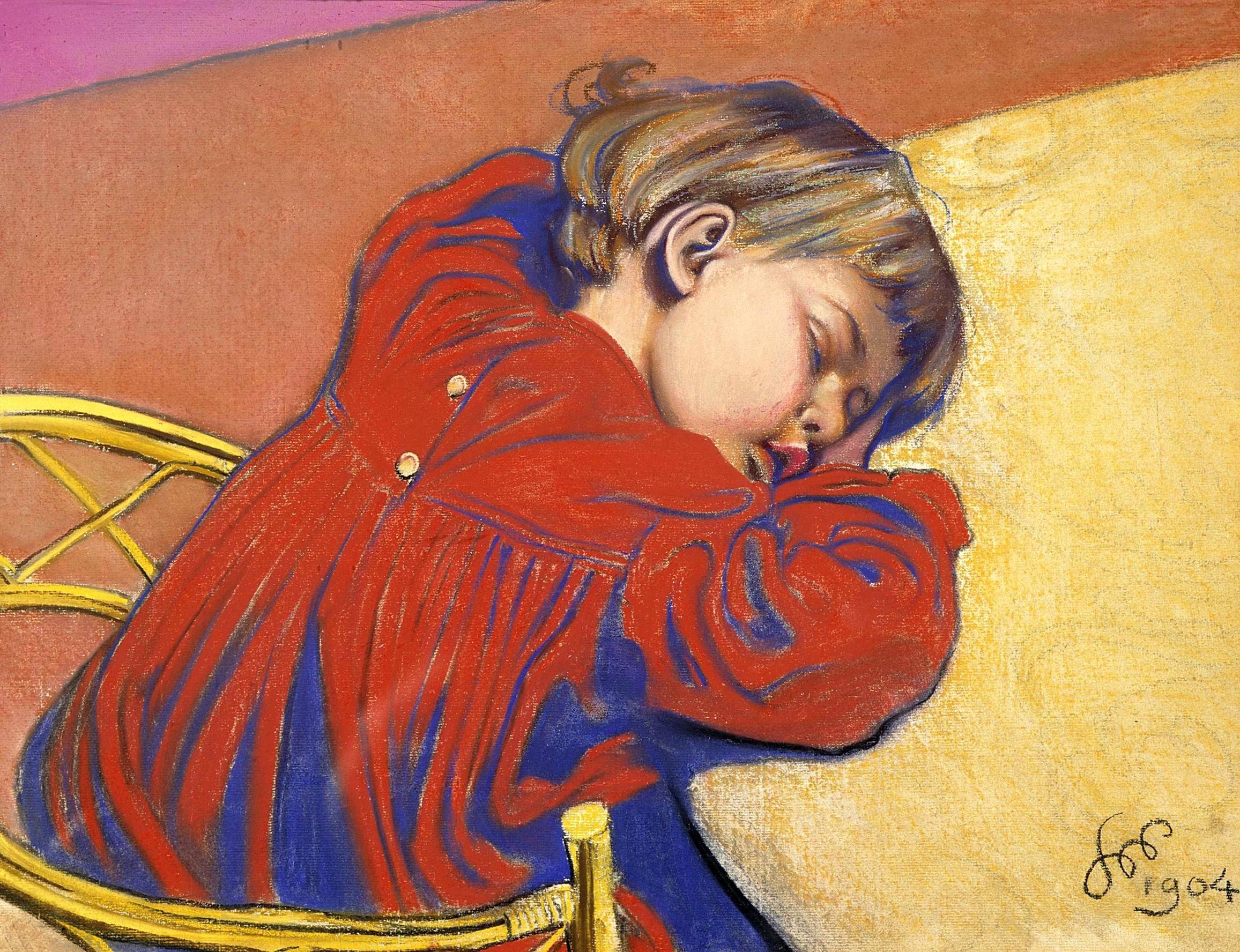
Sovande Staś, 1904.
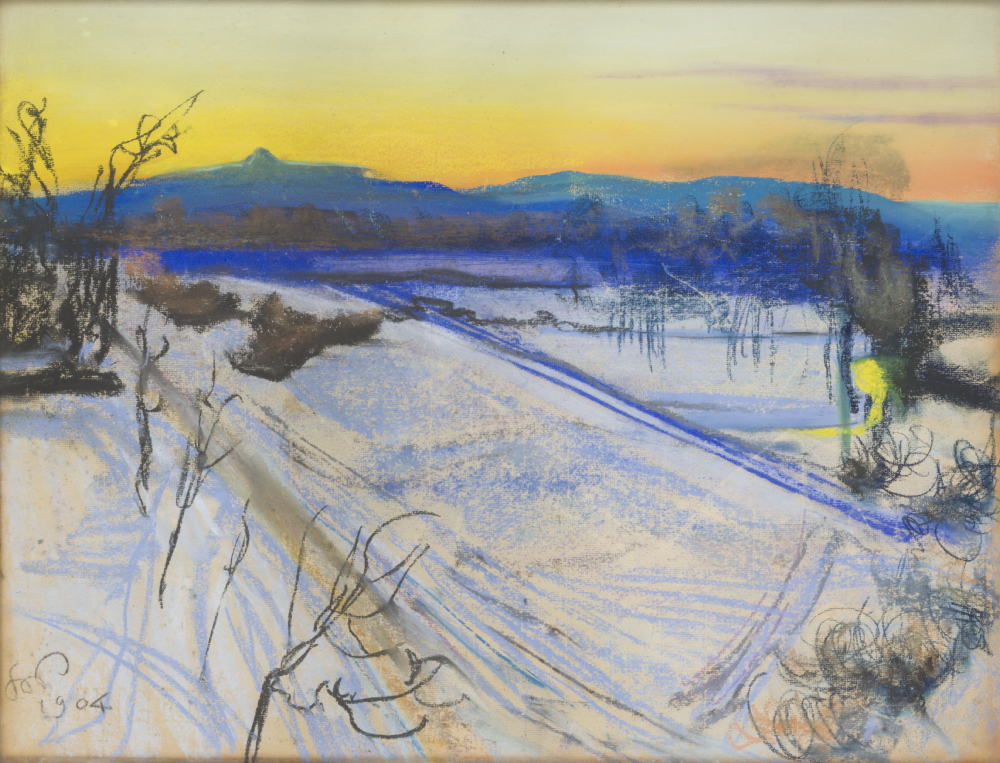
Vy från Kościuszko 1904.
Moderskap 1905.
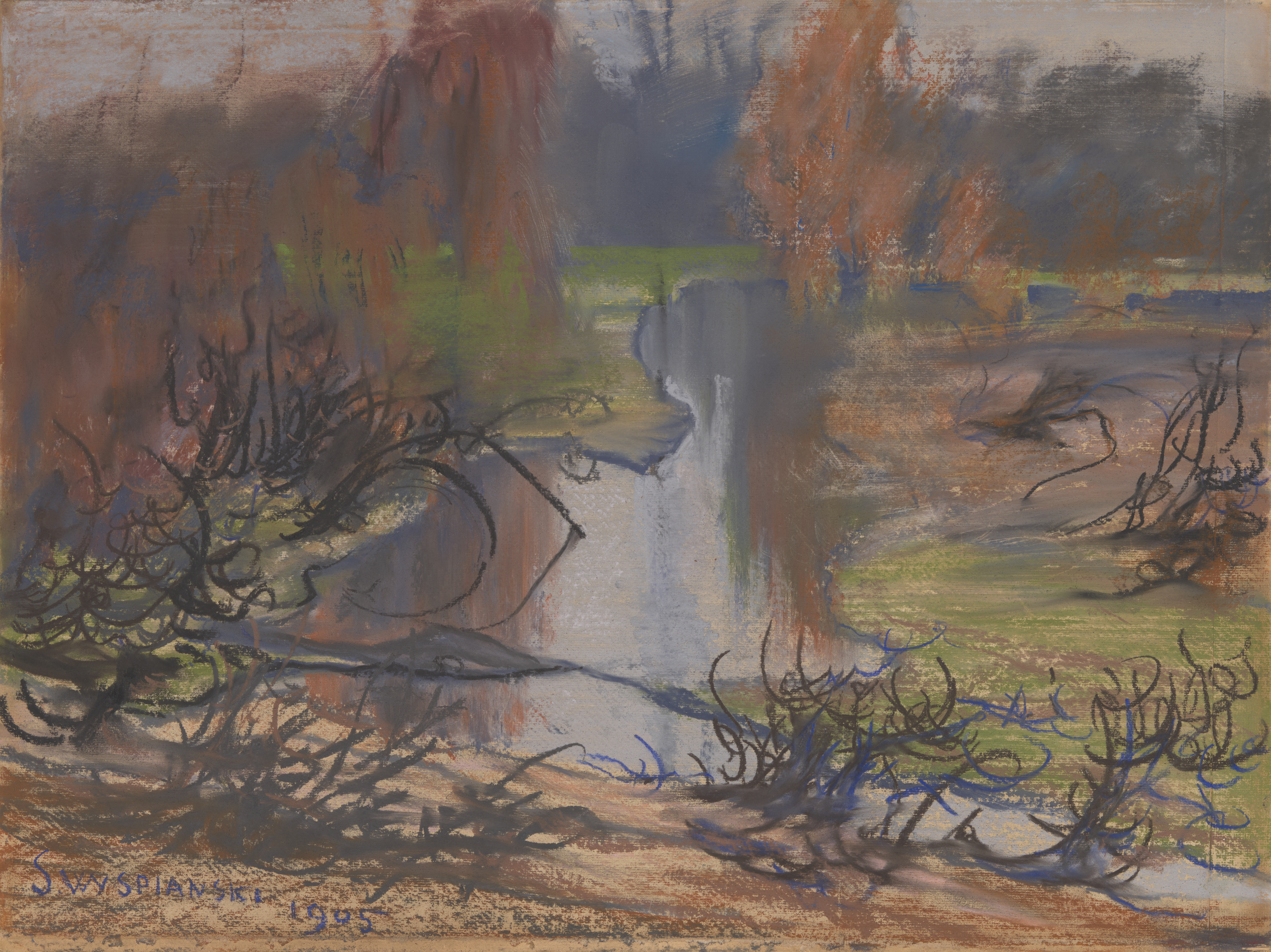
Floden Rudawa.
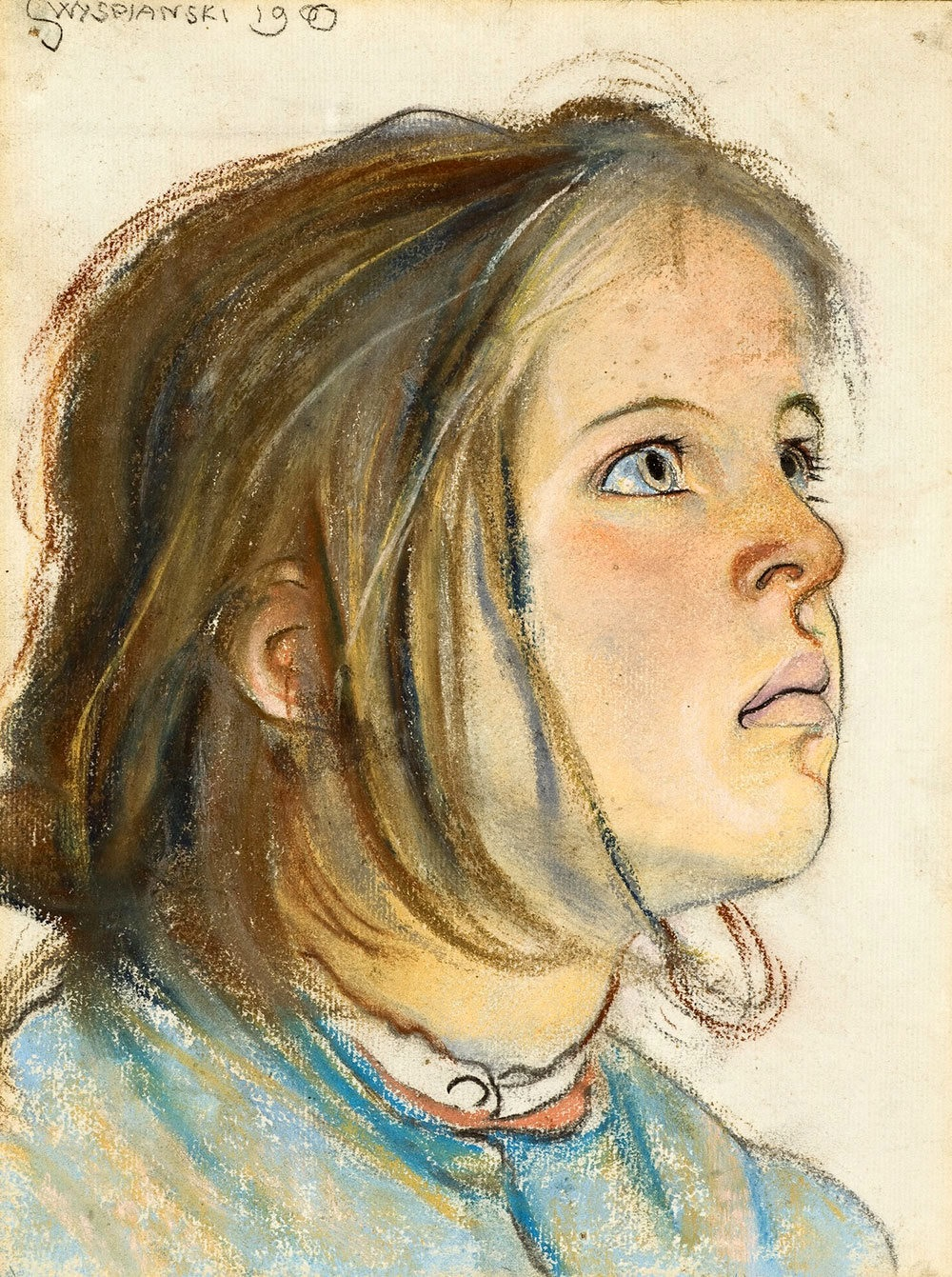
Helenka 1900.
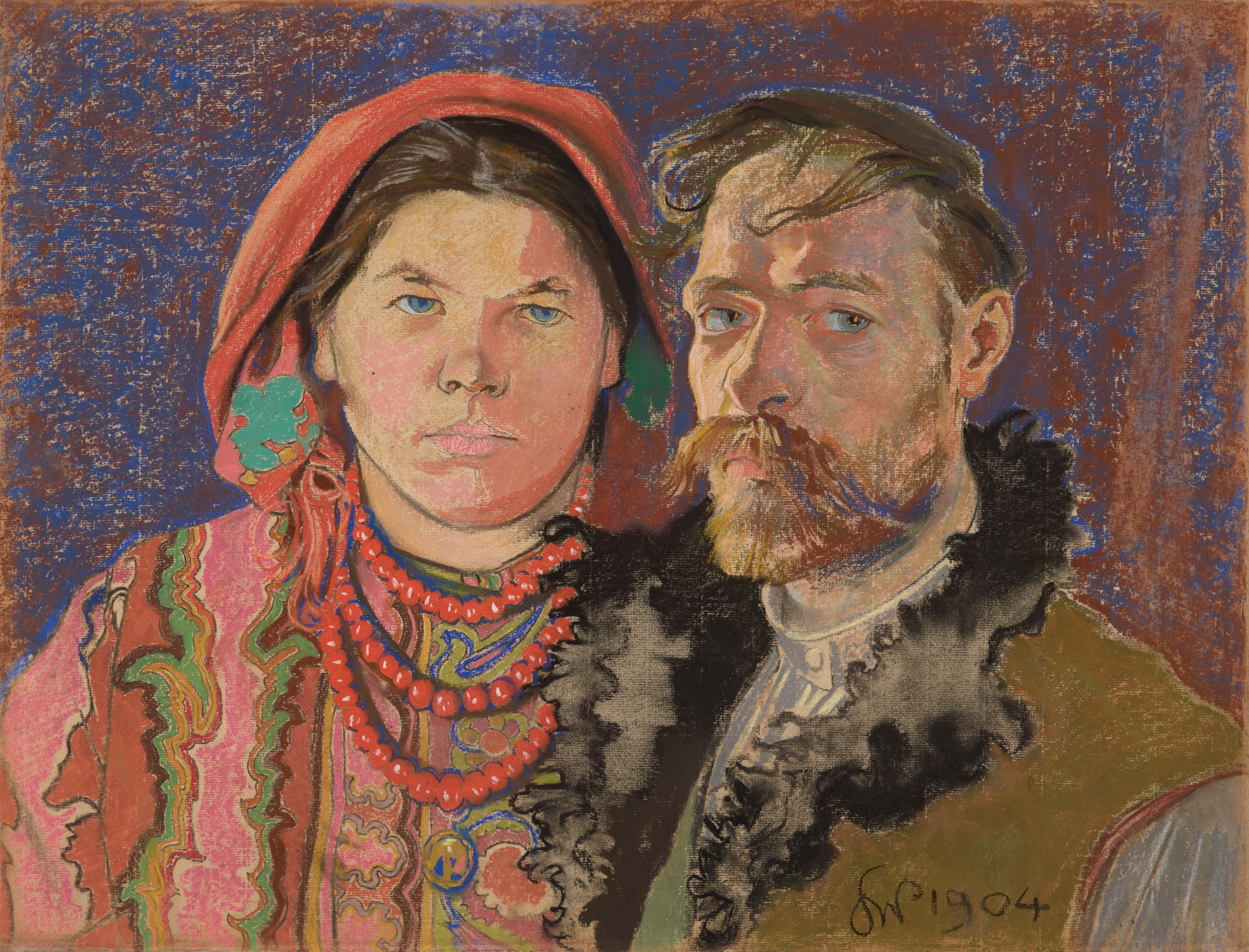
Självporträtt med frun vid fönster 1904.